# (35925) 1999 JP104
1999 JP104 (asteroide 35925) é um asteroide da cintura principal. Possui uma excentricidade de 0.11108650 e uma inclinação de 11.46634º.
Este asteroide foi descoberto no dia 15 de maio de 1999 por LINEAR em Socorro.